# ارين تومسون
ارين تومسون (بالإنجليزية: Warren Thompson)‏ (26 أغسطس 1956 - ) هو ملاكم أمريكي، صنّف ضمن فئة الوزن الثقيل.

## وصلات خارجية
- ارين تومسون على موقع بوكس ريك (الإنجليزية) (registration required)